# Еко (Минесота)
Еко (енгл. Echo) град је у америчкој савезној држави Минесота.

## Демографија
По попису из 2010. године број становника је 278, што је 0 (0,0%) становника више него 2000. године.
| Група             | 2000.       | 2010.       |
| Белци             | 271 (97,5%) | 251 (90,3%) |
| Афроамериканци    | 0 (0,0%)    | 0 (0,0%)    |
| Азијати           | 0 (0,0%)    | 4 (1,4%)    |
| Хиспаноамериканци | 3 (1,1%)    | 16 (5,8%)   |
| Укупно            | 278         | 278         |